# Grupa liniowa homotetii
Grupa linowa homotetii – grupa liniowa (podgrupa pełnej grupy liniowej, czyli grupy {\displaystyle {\text{GL}}(n,\mathbb {K} )}) macierzy postaci {\displaystyle \Bbbk \cdot \mathbb {I} _{n},} gdzie {\displaystyle \mathbb {I} _{n}} jest macierzą jednostkową stopnia {\displaystyle n,} a {\displaystyle \Bbbk \in \mathbb {K} \setminus \{0\}}. Zazwyczaj oznaczana jest symbolem {\displaystyle {\text{H}}(n,\mathbb {K} )}.

## Własności
Niech {\displaystyle Z(G)} oznacza centrum grupy {\displaystyle G.} Przy tych oznaczeniach zachodzą następujące własności:
- {\displaystyle Z({\text{GL}}(n,\mathbb {K} ))={\text{H}}(n,\mathbb {K} )}[1];
- {\displaystyle Z({\text{SL}}(n,\mathbb {K} ))={\text{H}}(n,\mathbb {K} )\cap {\text{SL}}(n,\mathbb {K} ),} gdzie {\displaystyle {\text{SL}}(n,\mathbb {K} )} jest specjalną grupą liniową[1];
- {\displaystyle \forall _{n\in \mathbb {N} }\ {\text{H}}(n,\mathbb {K} )\simeq {\text{H}}(1,\mathbb {K} )=\mathbb {K} \setminus \{0\}}[1].